# ユタ・ロイヤルズFC
ユタ・ロイヤルズFC（英語 : Utah Royals FC）は、アメリカ・ユタ州の州都ソルトレイクシティの郊外に位置するサンディをホームタウンとしていた、ナショナル・ウィメンズ・サッカーリーグ（NWSL）に所属する女子のプロサッカークラブ。2017年12月1日に創設され、2018年に最初のシーズンを開始した。MLSのレアル・ソルトレイクの系列チーム。2020年12月にチームの活動を停止したが、2023年3月、2024年シーズンからNWSLへ再参入することが発表された。

## 歴史

### クラブ設立
2017年11月16日、MLSに所属するレアル・ソルトレイクは、女子のプロリーグ・NWSLのチームを所有する権利を獲得したと発表した。同年11月20日、NWSLのFCカンザス・シティは活動を停止し、所属する選手やドラフトの権利はレアル・ソルトレイクが設立する新チームに引き継がれると発表した。2017年8月時点でユタ州におけるNCAA1部に所属する女子チームの数（6校）は男子チームの数を上回っており 、またユタ州の高校に所属する女子選手がNCAA1部の大学に進学する率は全米で最も高いという調査結果や、NCAA1部の観客数はNCAA内で同地域が最も多いなどのデータがあり、女子サッカーへの関心が高い地域だというのが女子チーム創設の根拠の１つだった。
2017年11月27日、初代監督に前シアトル・レインFC監督のローラ・ハービーが就任すると発表した。
2017年12月1日、女子チーム創設宣言から15日後、正式にチームが発足し、チーム名やチームロゴなどが発表された。ホームグラウンドはリオ・ティント・スタジアムに決定した。この発表から1ヶ月で2000枚以上のチケットが販売された。2018年4月までに、シーズンチケットホルダーの保有者の数が5000人増加した。

### シーズン1年目
2018年3月24日にオーランドで行われた開幕戦のオーランド・プライドとの試合で前半3分にグンヒルドゥル・イルサ・ヨーンズドティルがチームにとって最初のゴールを記録した。試合は最終的に1-1で引き分けた。

## スタジアム
| 名称                             | 所在地            | 年間利用      | 収容人数 |
| -------------------------------- | ----------------- | ------------- | -------- |

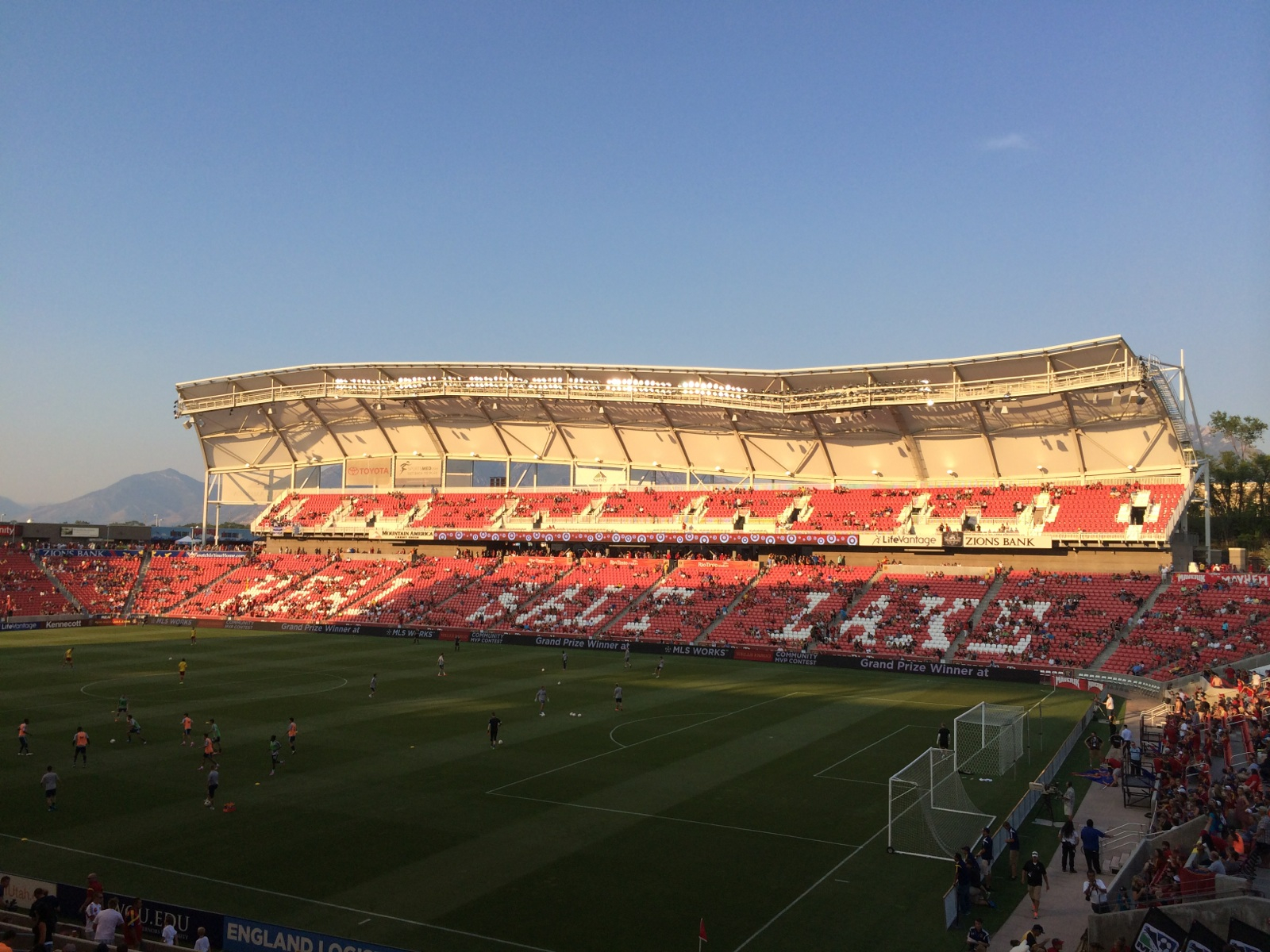
アメリカ・ファースト・フィールド

| アメリカ・ファースト・フィールド | サンディ (ユタ州) | 2018年 – 現在 | 20,213人 |

アメリカ・ファースト・フィールドはユタ州サンディの郊外に位置しており、男子チームのレアル・ソルトレイクのホームスタジアムである。2008年10月に開場したサッカー専用スタジアム。ピッチは天然芝で、ピッチサイズは120×75ヤード。席数は20,213。  

## シーズン別成績
| 年                    | NWSLレギュラーシーズン | NWSLレギュラーシーズン | NWSLレギュラーシーズン | NWSLレギュラーシーズン | NWSLレギュラーシーズン | NWSLレギュラーシーズン | NWSLレギュラーシーズン | NWSLレギュラーシーズン | プレーオフ   | NWSL チャレンジカップ | ヘッドコーチ                                        |
| 年                    | 試合数                 | 勝                     | 分                     | 敗                     | 得点                   | 失点                   | 勝ち点                 | 順位                   | プレーオフ   | NWSL チャレンジカップ | ヘッドコーチ                                        |
| 2018                  | 24                     | 9                      | 8                      | 7                      | 22                     | 23                     | 35                     | 5位                    | 出場資格無し | －                    | ローラ・ハービー                                    |
| 2019                  | 24                     | 10                     | 4                      | 10                     | 25                     | 25                     | 34                     | 6位                    | 出場資格無し | －                    | ローラ・ハービー                                    |
| 2020                  | 中止                   | 中止                   | 中止                   | 中止                   | 中止                   | 中止                   | 中止                   | 中止                   | 中止         | 5位                   | クレイグ・ハリントン                                |
| 活動休止（2021-2023） |                        |                        |                        |                        |                        |                        |                        |                        |              |                       |                                                     |
| 2024                  | 26                     | 7                      | 4                      | 15                     | 22                     | 40                     | 25                     | 11位                   | 出場資格無し | 出場資格無し          | エイミー・ロドリゲス → ジミー・コエンレイツ（暫定） |
| 2025                  |                        |                        |                        |                        |                        |                        |                        |                        |              |                       | ジミー・コエンレイツ                                |

## 選手

### 現所属メンバー
2025年3月5日現在
注：選手の国籍表記はFIFAの定めた代表資格ルールに基づく。
| No. | Pos. |                  | 選手名                 |
| --- | ---- | ---------------- | ---------------------- |
| 1   | GK   | アメリカ合衆国   | マンディ・マクグリン   |
| 3   | DF   | アメリカ合衆国   | オリビア・グリフィッツ |
| 4   | FW   | アメリカ合衆国   | ペイジ・モナハン       |
| 5   | DF   | アメリカ合衆国   | ローレン・フリン       |
| 8   | DF   | アメリカ合衆国   | ケイト・デル・ファヴァ |
| 9   | FW   | アメリカ合衆国   | アリー・セントナー     |
| 14  | MF   | ニュージーランド | メイシー・フレイザー   |
| 15  | FW   | アメリカ合衆国   | ブレッケン・モジンゴ   |
| 16  | DF   | アメリカ合衆国   | マディソン・ポガルチ   |
| 17  | DF   | スペイン         | アナ・テハダ           |
| 18  | DF   | アメリカ合衆国   | カリー・リール         |
| 21  | MF   | アメリカ合衆国   | ミケイラ・クラフ       |
| 22  | MF   | オランダ         | ダナ・フェデラー       |

| No. | Pos. |                | 選手名                 |
| --- | ---- | -------------- | ---------------------- |
| 24  | FW   | カナダ         | クロエ・ラカッセ       |
| 26  | MF   | スペイン       | クラウディア・ソルノサ |
| 28  | DF   | アメリカ合衆国 | イマニ・ドーシー       |
| 29  | FW   | 日本           | 田中美南               |
| 32  | GK   | プエルトリコ   | クリスティーナ・ロケ   |
| --  | DF   | コロンビア     | アナ・マリア・グスマン |
| --  | GK   | アメリカ合衆国 | ミア・ジャスタス       |
| --  | MF   | アメリカ合衆国 | アレックス・ロエラ     |
| --  | DF   | アメリカ合衆国 | タトゥムン・ミラッツォ |
| --  | DF   | スペイン       | ヌリア・ラバノ         |
| --  | FW   | アメリカ合衆国 | KKリーム               |
| --  | FW   | グアテマラ     | アイシャ・ソロルサノ   |

## 歴代ヘッドコーチ
2024年7月7日現在
| 氏名                           | 国籍           | 就任           | 辞任           |
| ローラ・ハービー               | イングランド   | 2017年12月1日  | 2020年1月6日   |
| スコット・パーキンソン（暫定） | イングランド   | 2020年1月6日   | 2020年2月7日   |
| クレイグ・ハリントン           | イングランド   | 2020年2月7日   | 2020年9月20日  |
| エイミー・ルペイベ（暫定）     | アメリカ合衆国 | 2020年9月20日  | 2020年12月7日  |
| エイミー・ロドリゲス           | アメリカ合衆国 | 2023年4月20日  | 2024年6月30日  |
| ジミー・コエンレイツ（暫定）   | ベルギー       | 2024年6月30日  | 2024年10月24日 |
| ジミー・コエンレイツ           | ベルギー       | 2024年10月24日 |                |